# Земская почта Лохвицкого уезда
Зе́мская по́чта Ло́хвицкого уе́зда — земская почта, организованная земской управой Лохвицкого уезда Полтавской губернии. Существовала с 1899 года. В уезде выпускались собственные земские марки.

## История почты
Лохвицкая уездная земская почта была открыта 20 июля 1899 года. Почтовые отправления доставлялись из уездного центра (города Лохвицы) в волостные правления.
Пересылка частных почтовых отправлений была платной и оплачивалась земскими почтовыми марками.

## Выпуски марок
Форма, размеры, способы печати, рисунки земских почтовых марок Лохвицкого уезда, а также многочисленные выполненные вручную надпечатки на них, отличаются значительным разнообразием. На рисунке всех марок изображён герб Лохвицкого уезда.